# 尼然科維奇

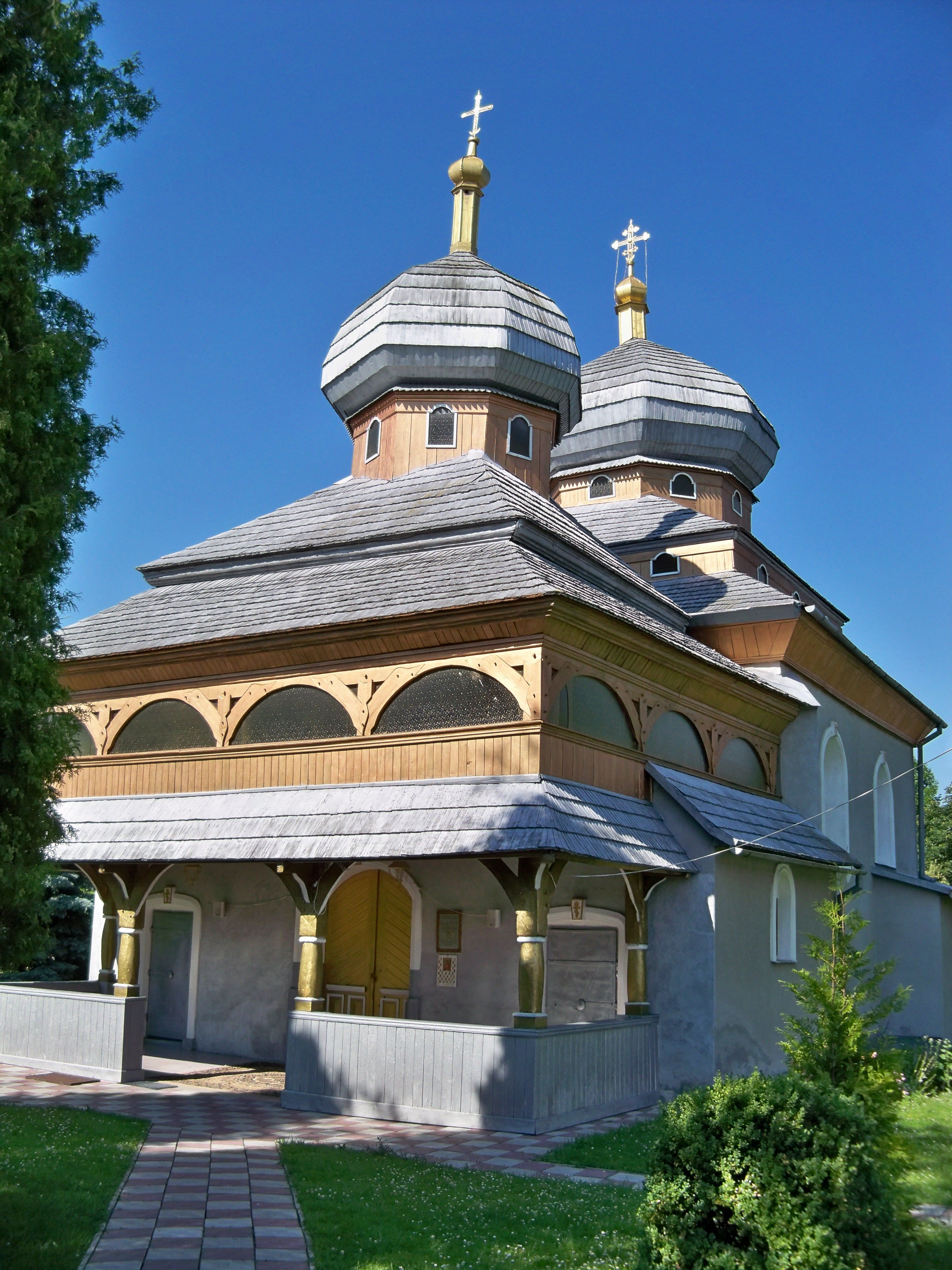
圣三一教堂

尼然科維奇（烏克蘭語：Нижанковичі）是烏克蘭西部利沃夫州桑比爾區多布罗米尔市镇内的市級鎮。距離利沃夫88公里，始建於1408年，面積2.07平方公里，2022年人口数量为1,725人。